# Los Afuerinos
Los Afuerinos es una banda chilena de cueca, fundada en 1981 en la ciudad de Valparaíso, pero inicialmente surgió como un conjunto musical universitario en 1976, con la finalidad de satisfacer la alta demanda de grupos de música folclórica que cantasen cuecas en las fiestas patrias de Chile, debido al levantamiento del toque de queda implementado por varios años por la dictadura militar, situación que permitió que fondas y ramadas estuviesen llenas de personas para celebrar dichas fiestas.
En sus orígenes Los Afuerinos cantaban cuecas campesinas con vestimenta típica e instrumentos tales como guitarra, Acordeón, pandero y arpa. 
Estaba conformada por 6 integrantes, 3 mujer y 3 hombres, donde tenían como nombre «Agrupación Folclórica de la Universidad Santa María»,  pero con el pasar de los años, los integrantes dejaron el conjunto por otros objetivos personales y situaciones propias de las fiestas patrias de chile, posterior a esto se realizaron incorporaciones donde el grupo se consolido por 4 integrantes, todos hombres, donde finalmente conforman el conjunto Los Afuerinos en el año 1981. 
Debido a la alta demanda de actuaciones y la decisión de los integrantes no repetir cuecas en sus actuaciones, decidieron investigar la existencia de nuevas corrientes asociadas a la cueca, producto de esto tuvieron contacto con grandes músicos como Margot Loyola y Hernán Núñez Oyarce quienes le mostraron la influencia de la música urbana y bohemia en las cuecas, situación que impulso a un cambio de rumbo e imagen dejando de lado la vestimenta típica huasa por Terno o Ambo y la incorporación de nuevos instrumentos.
Los Afuerinos  fue el primer conjunto en incorporar instrumentos tales como Piano, Batería y Bajo eléctrico a las cuecas, condición que permitió una modernización de esta misma e influenciando a nuevas bandas, convirtiéndolos en uno de los principales exponentes de la llamada «cueca porteña», cueca brava o cueca centrina .
Para el músico y estudioso Mario Rojas, Los Afuerinos fueron clave al momento de llevar la cueca brava a grandes festivales nacionales, como el Festival Internacional de la Canción de Viña del Mar o el Festival del Huaso de Olmué consiguiendo reivindicar dicha corriente musical dentro de la música nacional. Algunos de sus canciones más reconocidas son «Al cantor ausente», «No te vayas (Linda morena)», «Cueca Porteña»,  «Triste Mirada» y «La Picada».
También hicieron música latina en su álbum «EXISTENCIA» reuniendo una variedad musical considerable en sus años de trayectoria permitiendo ser uno de los conjuntos más relevantes en el folclor nacional Chileno.
En la actualidad Los Afuerinos tienen un repertorio que va desde las cuecas urbana a la música bohemia como  los vals peruanos, boleros y tangos

## Miembros

### Miembros actuales
El grupo está conformado por el siguiente cuarteto:
- Héctor Morales: voz y guitarra (desde 1981)
- Alberto Ponce: voz (desde 1988)
- Carlos Jil: Voz, pandero, guitarra (desde 2000 a 2022)
- Francisco Ponce: Voz, guitarra (desde 2008)

### Miembros antiguos
Los antiguos miembros han sido los siguientes:
- Dionisio Vera: guitarra y segunda voz (1981 - 1986)
- Fredy Escobar: pandero y primera voz (1981 - 1987)
- Hector Morales Romo: Primera voz guitarra (1981 - permanece)
- Marcos Morales: acordeón (1981 - 1988)
- Fernando Espinosa: piano (1982 - 1986)
- Carlos Jil: Percusión, guitarra segunda voz (1982 - 1993- Intermitente - 2010 )
- Mario Santivañez: pandero y segunda voz (1993 - 2002)

## Discografía

### Álbumes de estudio
- 1986: Cuecas a Valparaíso
- 1987: Valses y rancheras: Los Afuerinos
- 1990: Los Afuerinos: Cueca Porteña
- 1993: Los Afuerinos: Sus mejores cuecas
- 1995: Cuecas pícaras: Los Afuerinos
- 1999: Los Afuerinos: Sus propias cuecas
- 2000: Los Afuerinos: Cuecas
- 2001: Existencia: Latino
- 2003: Los Afuerinos: Puras cuecas
- 2005: Valparaíso: Magia y sentimiento
- 2009: Los Afuerinos en concierto sinfónico
- 2010: Los Afuerinos: Cueca porteña
- 2012: Los Afuerinos: 30 mejores cuecas
- 2021: Los Afuerinos en vivo
- 2023: Los Afuerinos: "Estas Presente"

### Álbumes colectivos
- 1992: Las cuecas electorales
- 1994: Cuecas en saco
- 2011: 30 cuecas bravas y choras